# Obermöllern
Obermöllern ist seit dem 1. Juli 2009 ein Ortsteil der Gemeinde Lanitz-Hassel-Tal im Burgenlandkreis in Sachsen-Anhalt. Bis zum 30. Juni 2009 gehörte Obermöllern zur selbstständigen Gemeinde Möllern.

## Geografie
Obermöllern befindet sich zwischen Apolda und Naumburg (Saale) zwischen dem Höhenrücken der Finne im Nordwesten und der Saale im Südosten. Der Ort liegt im Tal des Hasselbachs. 

## Geschichte
Mit dem Gräberfeld von Obermöllern westlich des Orts ist eine Besiedlung seit der Merowingerzeit nachgewiesen.
Die erstmalige urkundliche Erwähnung des Orts stammt aus dem Jahre 1144. Ab Mitte des 12. Jahrhunderts geriet der Ort schrittweise in den Besitz des Klosters Pforta. Im Jahre 1360/66 entsagte der Bischof von Naumburg allen Rechten an Obermöllern, Niedermöllern, Pomnitz und Roßbach zugunsten des Klosters Pforta. Nach der Säkularisation des Klosters Pforta im Jahr 1540 gehörte Obermöllern von 1543 bis 1815 zum kursächsischen Amt Pforta. Durch die Beschlüsse des Wiener Kongresses kam der Ort 1815 zu Preußen und wurde 1816 dem Landkreis Naumburg im Regierungsbezirk Merseburg der Provinz Sachsen zugeteilt, zu dem er bis zur Auflösung des Kreises 1932 gehörte.
Die Gemeinde Möllern entstand am 20. Juli 1950 durch den Zusammenschluss der bisherigen Gemeinden Obermöllern, Niedermöllern und Pomnitz. Seit dem Zusammenschluss der Gemeinden Möllern und Taugwitz am 1. Juli 2009 ist Obermöllern ein Ortsteil der neuen Gemeinde Lanitz-Hassel-Tal.

## Verkehr
Drei Kilometer südlich der Ortschaft verläuft die Bundesstraße 87, die von Eckartsberga nach Naumburg (Saale) führt.

## Religion
Zum Kirchspiel Möllern gehören die Kirchdörfer Niedermöllern und Pomnitz und das Pfarrdorf Obermöllern. In Obermöllern entstand vermutlich in der 2. Hälfte des 12. Jahrhunderts eine kleine Kirche mit dem Namen St. Nikolaus, die 1583 erweitert wurde. Zu dieser Zeit war der Ort bereits ein selbständiges Pfarrdorf. Während der Reformation wurde Obermöllern mit Pomnitz und Niedermöllern zu einer Pfarrei zusammengeschlossen. Die baufällige Kirche wurde 1854 geschlossen und ein Jahr später abgerissen. Die heutige St.-Nikolaus-Kirche wurde 1856 errichtet. Das neoromanische Gebäude mit einem Westturm verfügt über eine Orgel von Emil Heerwagen, Klosterhäseler aus dem Jahr 1883.